# Cesenatico
Cesenatico är en hamnstad och kommun vid Adriatiska havets kust i Italien. Den ligger i provinsen Forlì-Cesena i regionen Emilia-Romagna, omkring 30 km söder om Ravenna.  Kommunen hade 25 933 invånare (2018) och gränsar till kommunerna Cervia, Cesena, Gambettola och Gatteo.